# Begonia serranegrae
Espèce
Begonia serranegrae est une espèce de plantes de la famille des Begoniaceae. Ce bégonia est originaire du Brésil. L'espèce fait partie de la section Pritzelia. L'espèce a été décrite en 1999 par Stephen F. Smith (1948-2012) et Dieter Carl Wasshausen (1938-…), à la suite des travaux de Lyman Bradford Smith (1904-1997). L'épithète spécifique serranegrae signifie « de Serra Negra », en référence à la localité brésilenne, située sur la commune de Guaraqueçaba, où furent récoltés les spécimens types.  

## Répartition géographique
Cette espèce est originaire du pays suivant : Brésil.